# Geotrygon violacea
Geotrygon violacea е вид птица от семейство Гълъбови (Columbidae).

## Разпространение
Видът е разпространен в Аржентина, Боливия, Бразилия, Венецуела, Еквадор, Колумбия, Коста Рика, Никарагуа, Панама, Парагвай, Перу и Суринам.